# Бабина
Бабина (слч. Babiná) насељено је мјесто са административним статусом сеоске општине (слч. obec) у округу Звољен, у Банскобистричком крају, Словачка Република.

## Становништво
| Година:    | 1994. | 2004.    | 2014.    | 2024.   |
| ---------- | ----- | -------- | -------- | ------- |
| Број људи: | 410   | 458      | 534      | 544     |
| Разлика:   |       | +11,70 % | +16,59 % | +1,87 % |

| Година:    | 2023. | 2024.   |
| ---------- | ----- | ------- |
| Број људи: | 539   | 544     |
| Разлика:   |       | +0,92 % |

Према подацима о броју становника из 2011. године насеље је имало 524 становника.